# Kendale Lakes, Florida
Kendale Lakes är en ort (CDP) i Miami-Dade County, i delstaten Florida, USA. Enligt United States Census Bureau har orten en folkmängd på 56 148 invånare (2010) och en landarea på 21 km².